# ويليام إي. رودريغيز
ويليام إي. رودريغيز (بالإنجليزية: William E. Rodriguez)‏ هو محامي أمريكي، ولد في 1879، وتوفي في 1970.